# Озерне (заказник)

Озе́рне — ландшафтний заказник місцевого значення в Україні. Розташований на території Вишневої міської громади Бучанського району Київської області, при східній околиці села Крюківщина.
Площа — 30,6659 га, створений у 2012 році. Перебуває у віданні ДП «Київське лісове господарство» (Васильківське лісництво, кв. 1, вид. 1-4, 6, 8-16).
Статус присвоєно для збереження дубово-соснового лісу, а також фрагменту евтрофного болота.

## Галерея

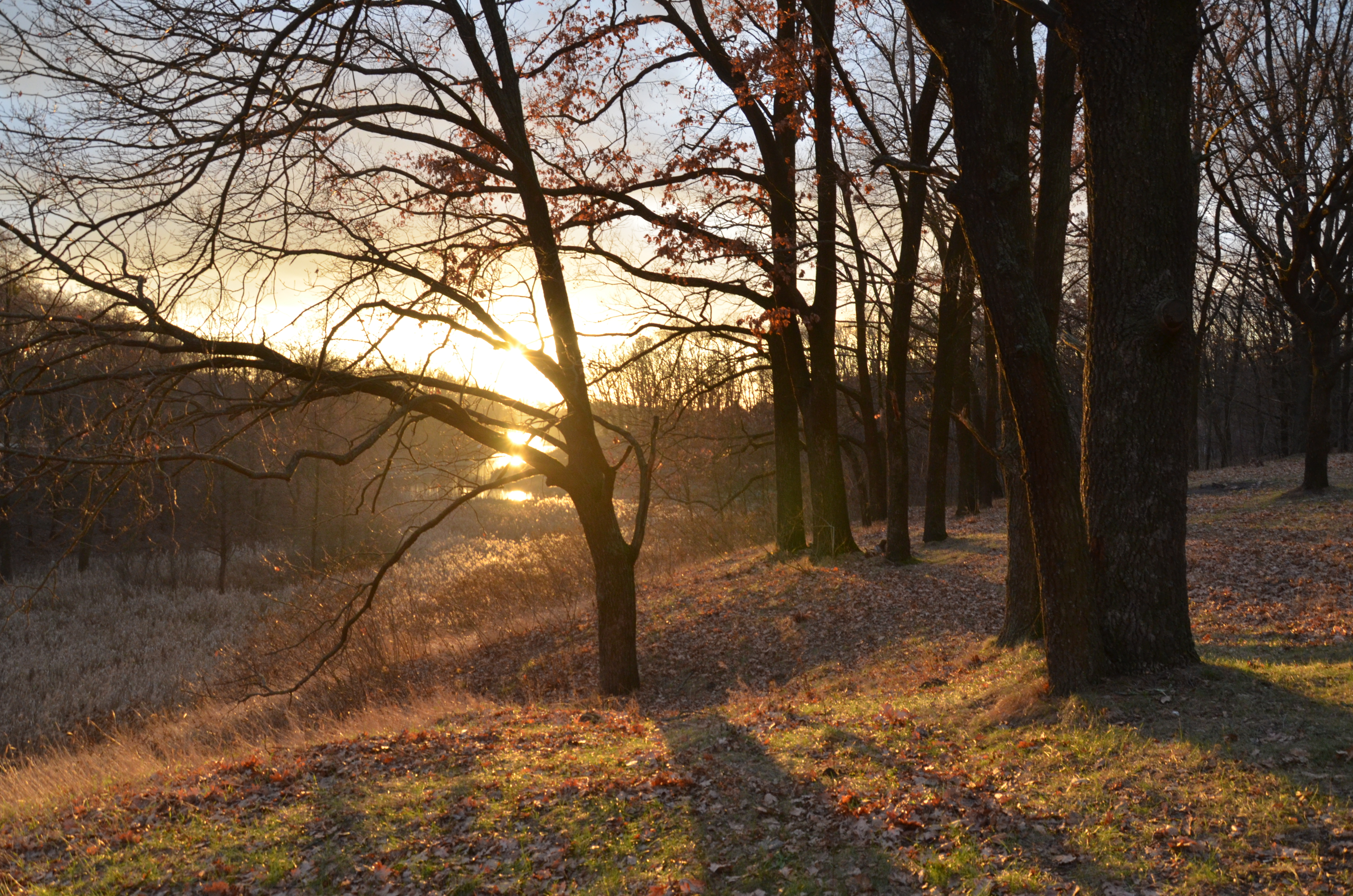
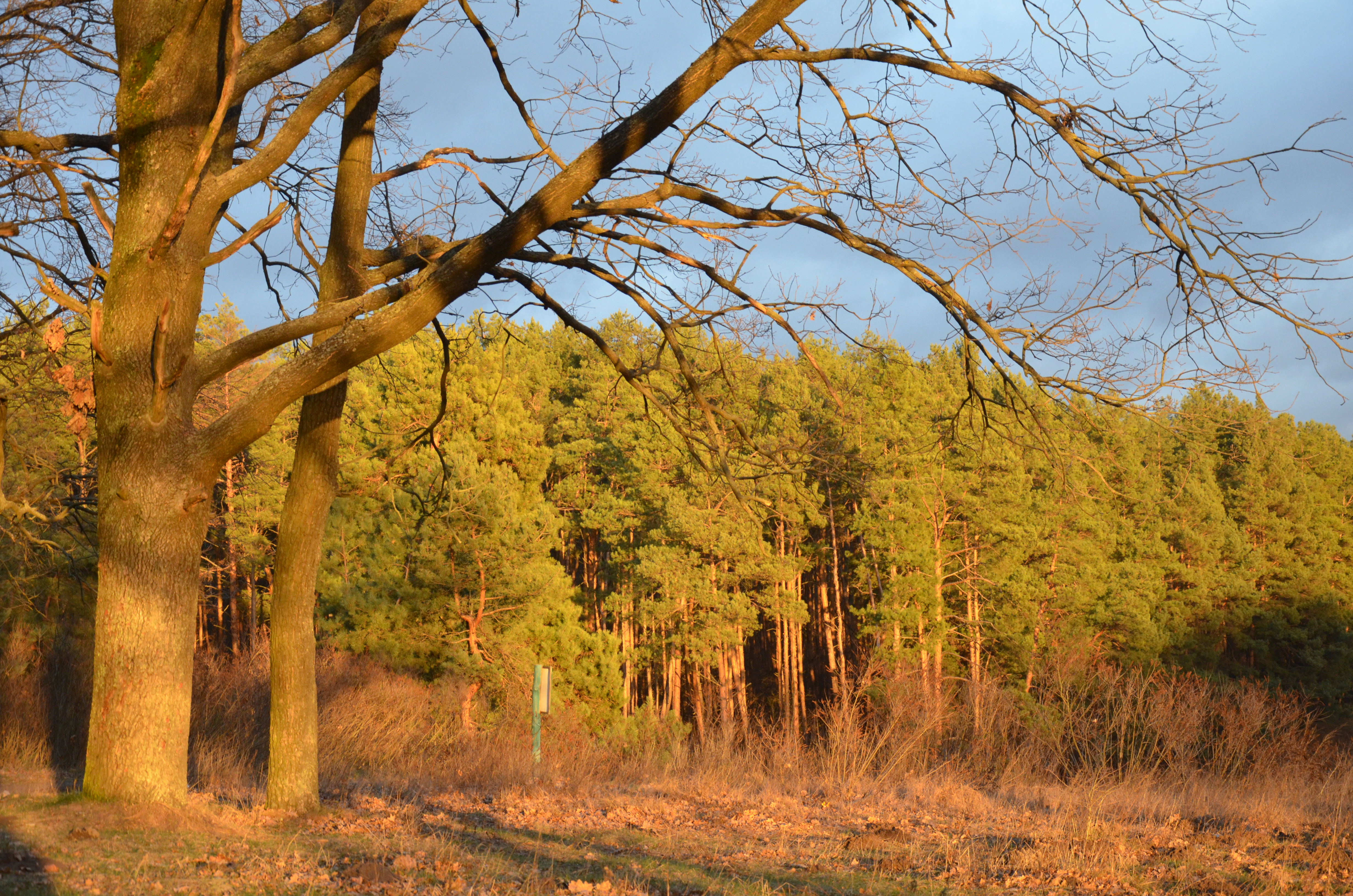
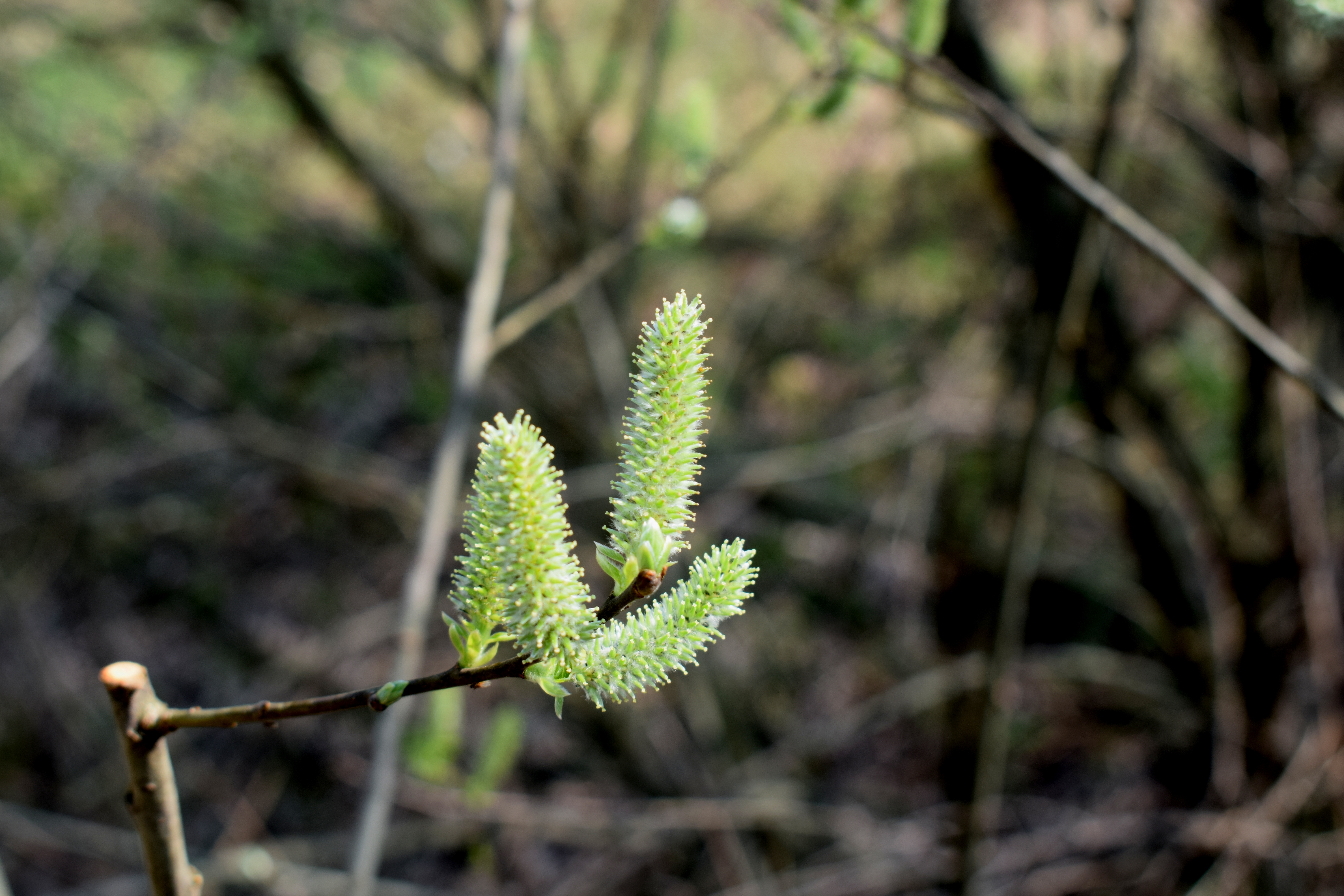
Квітне верба
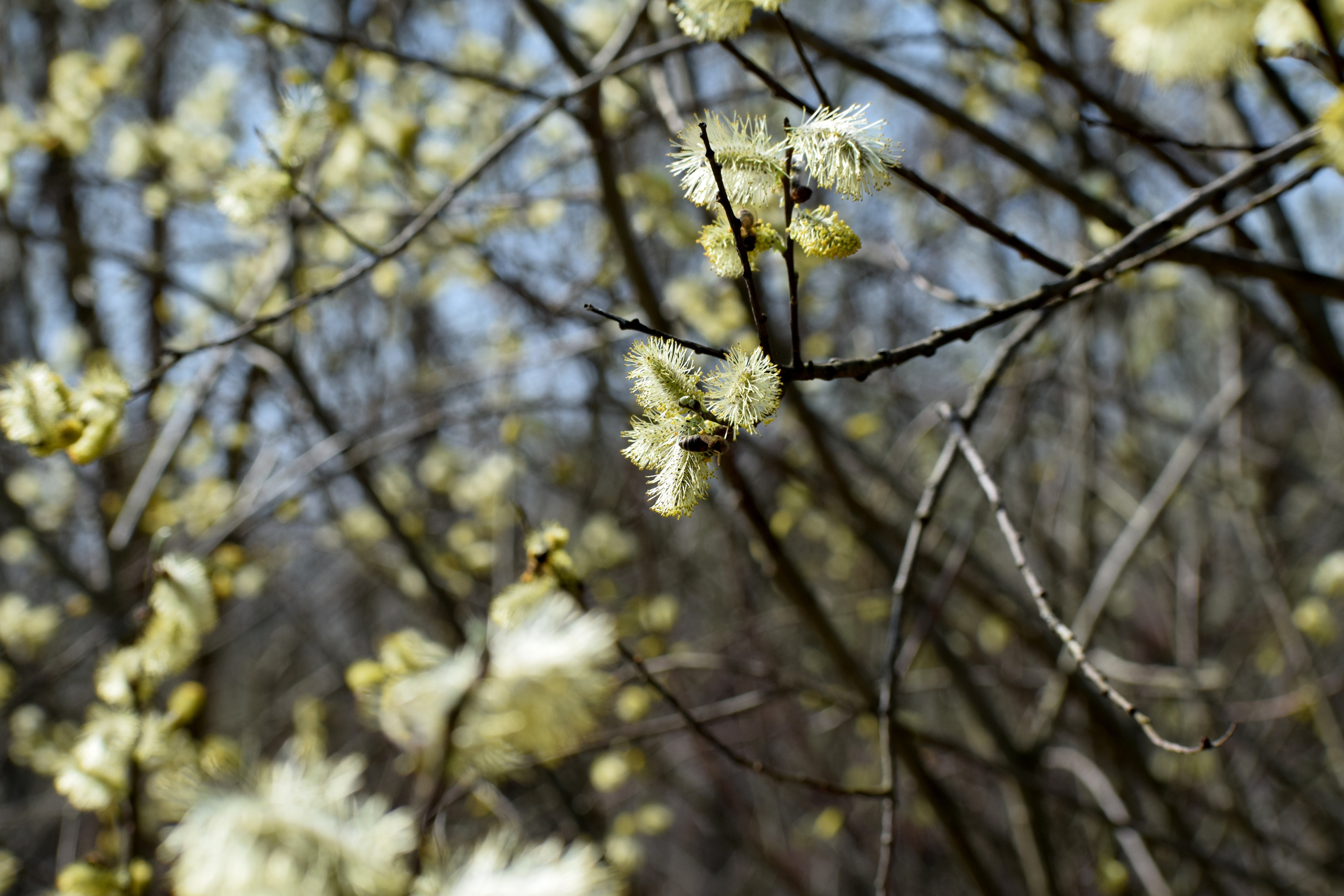
Бджоли
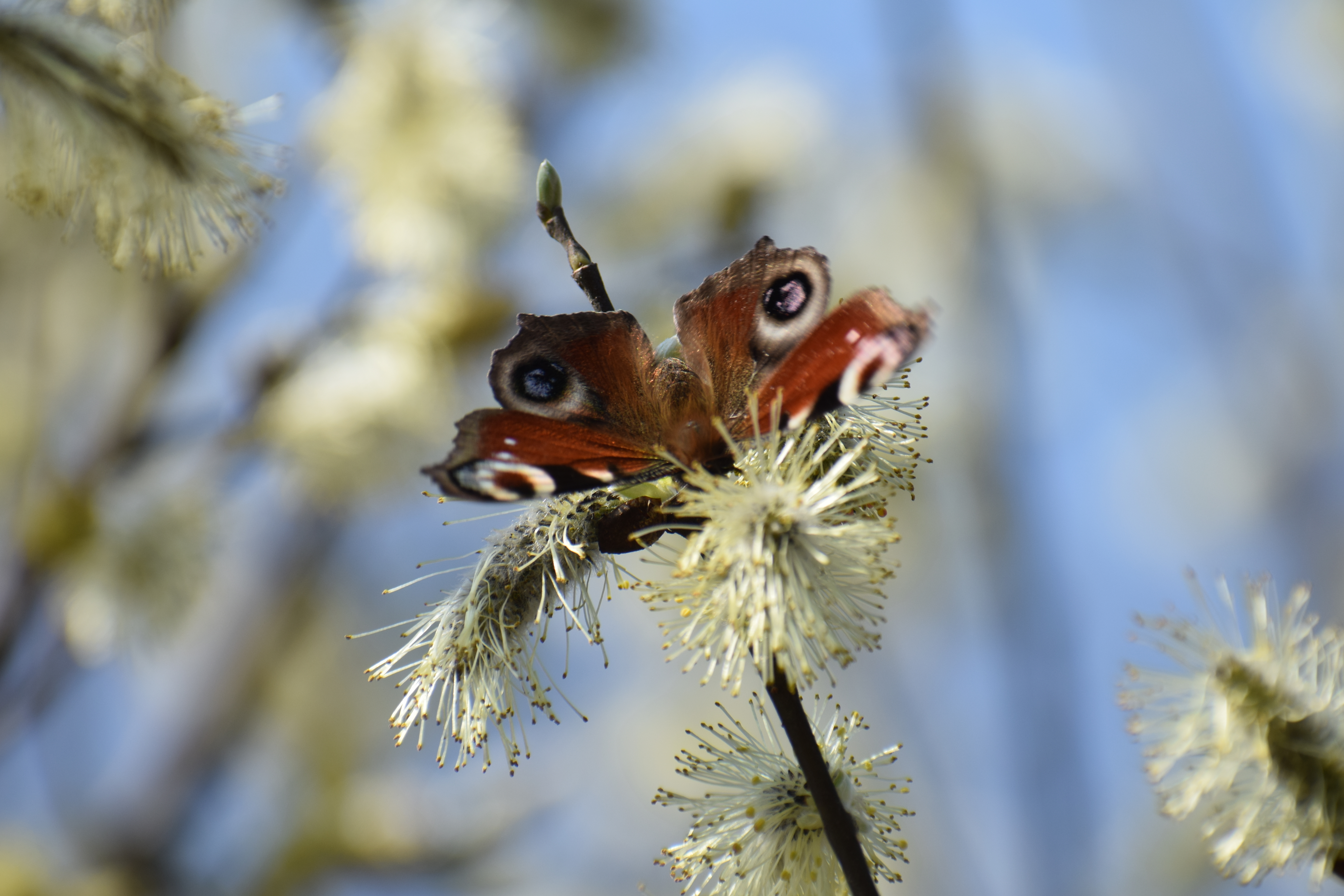
Сонцевик павиче око
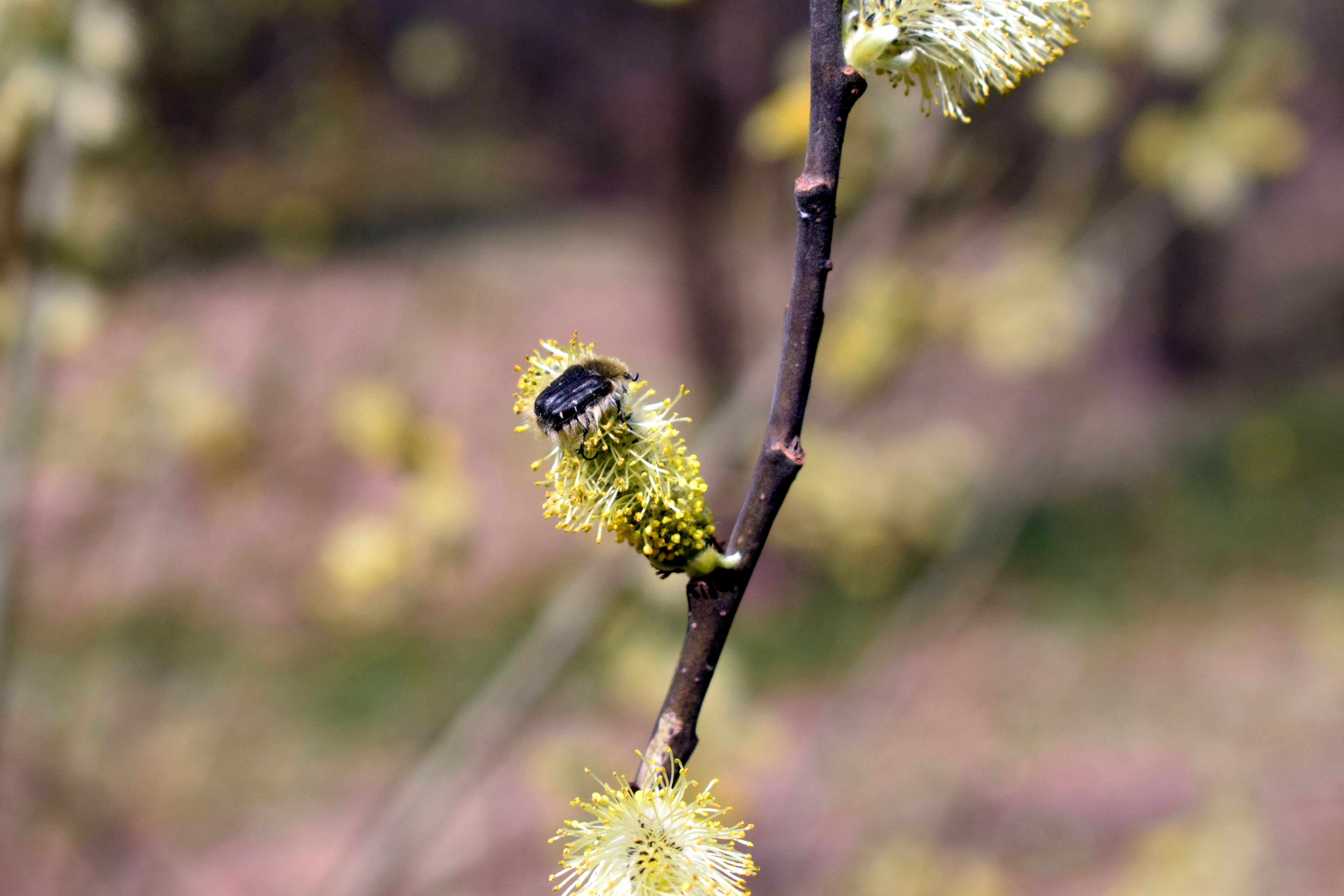
Бронзівка волохата
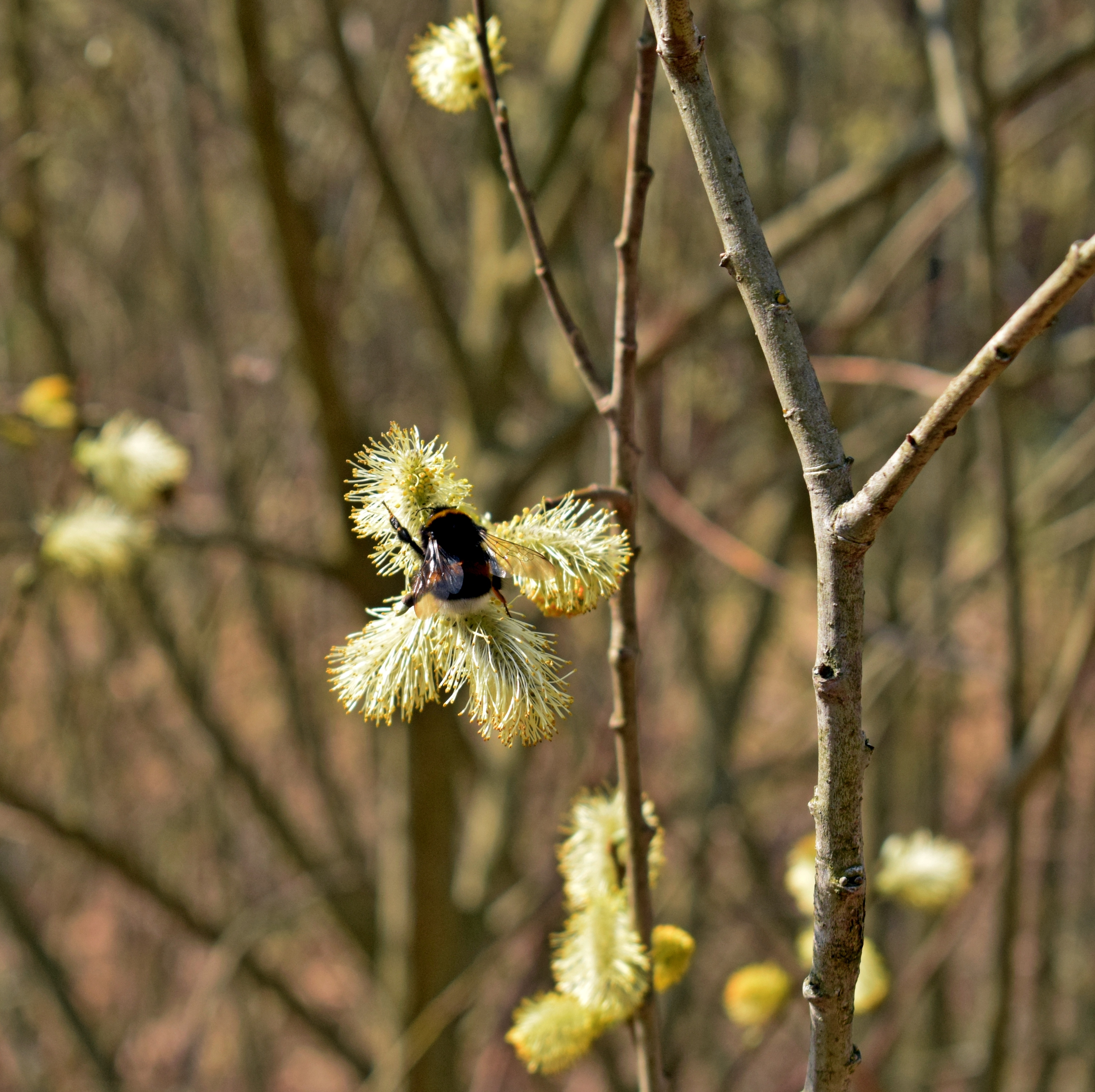
Джміль

## Відео
https://www.youtube.com/watch?v=NKO0pp46xYU